# کوه مارکوس بیکر
کوه مارکوس بیکر (به انگلیسی: Mount Marcus Baker) یک کوه در ایالات متحده آمریکا است که در Matanuska-Susitna Borough واقع شده‌است. کوه مارکوس بیکر ۴٬۰۱۶٫۰۹ متر بالاتر از سطح دریا واقع شده‌است.